# 斐太遺跡群
斐太遺跡群（ひだいせきぐん）は、新潟県妙高市・上越市にある古墳時代初期の集落遺跡。矢代川左岸の百両山・上の平・矢代山に合計71棟の竪穴建物が検出された新潟県最大の高地性環濠集落である。1977年（昭和52年）7月16日に国の史跡に指定され、2005年（平成17年）3月2日に追加指定が行われた。指定名称は「斐太遺跡群 吹上遺跡 斐太遺跡 釜蓋遺跡」である。

## 概要

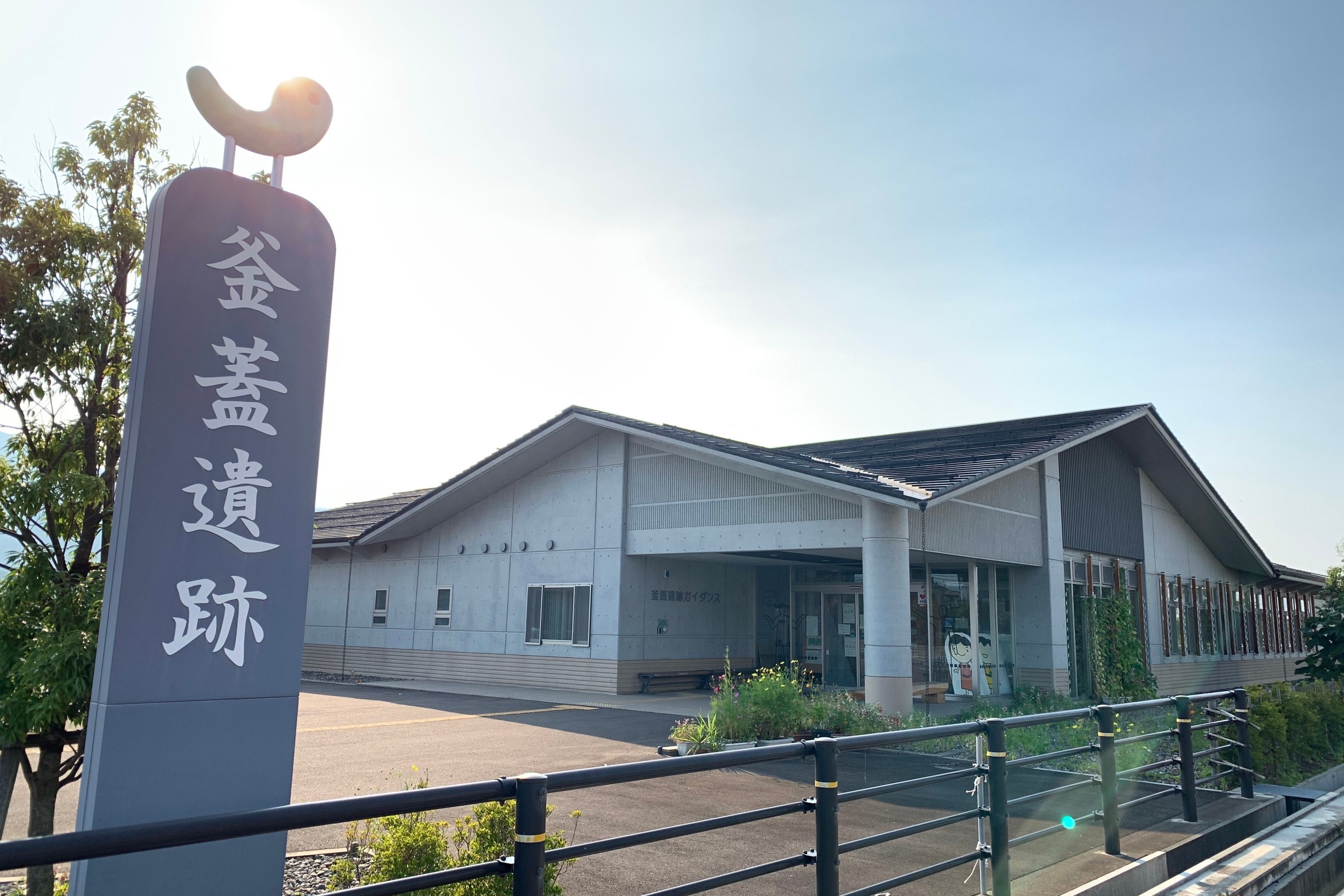
釜蓋遺跡ガイダンス

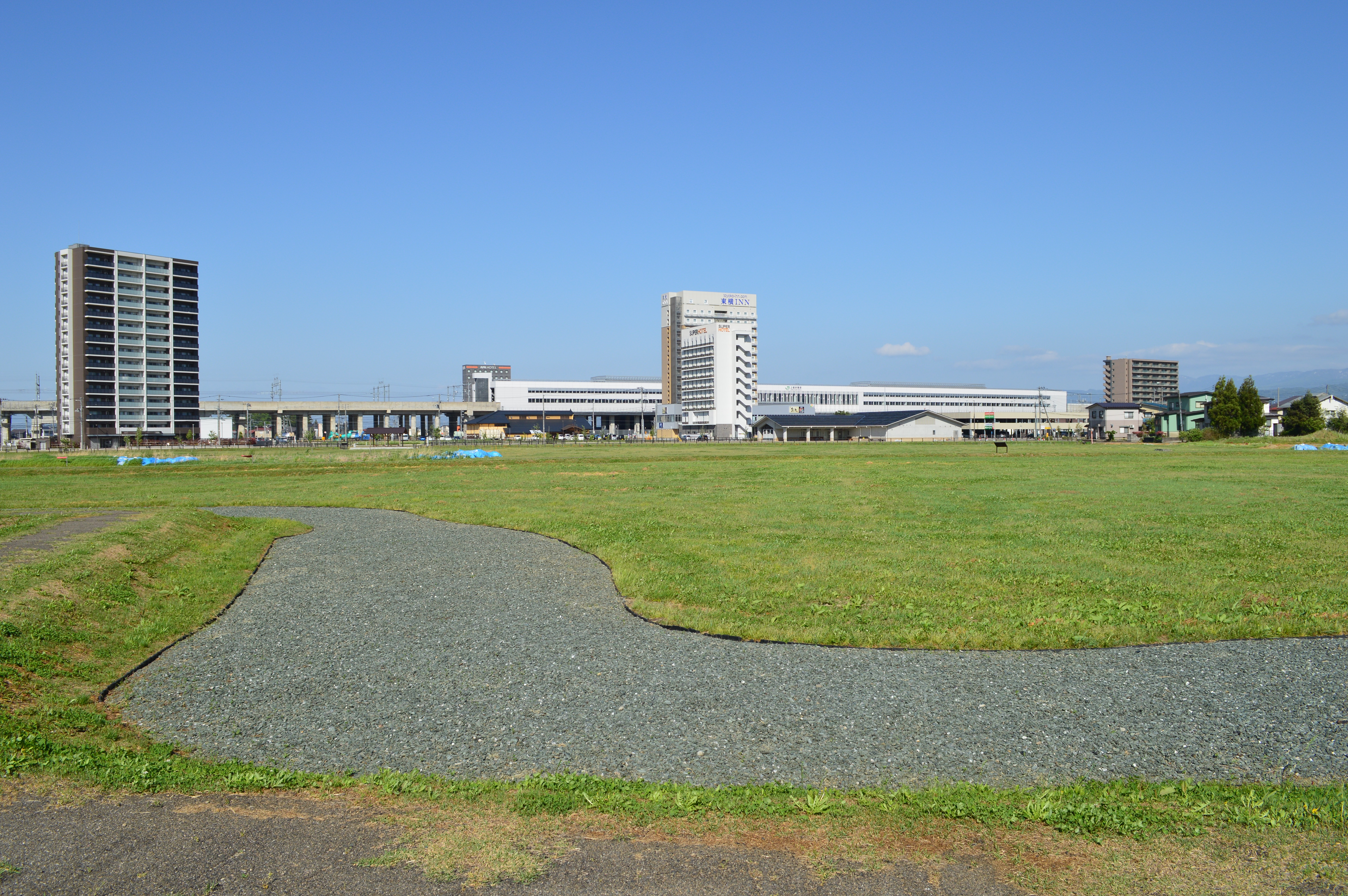
釜蓋遺跡 概観

妙高山に発した山なみは頸城平野の西を限り、妙高市付近では比高40メートル前後の低い丘陵となっている。斐太遺跡はこうした丘陵のやや平たい、狭い尾根部に営まれた弥生時代後期から古墳時代初期の集落跡であり、建物群やこれをとりまく環濠が埋まりきらず凹みを残していることから早くから特に注目をひき、1955年～58年（昭和30年〜33年）にわたり東京大学が調査し、詳細を明らかにした遺跡である。
遺跡は、丘陵上に3地区に分かれて存在する。北側に位置する百両山は、丘陵頂部に47の凹みが残されている。その大部分は竪穴建物跡と予想されており、その直径は、大は8〜10メートル、小は2メートル前後、深さは0.4〜0.8メートルほどのものである。その大部分は比高42〜43メートルの間に集中しており、3か所に特に群在する傾向がみられる。
環濠はこうした竪穴建物群の東・西両側にあり、南北に長く掘られている。東側は、比高30メートルから32メートル間に100メートルつづき、西側は38メートルから40メートルの間に120メートル続いている。したがって丘陵の頂部に竪穴建物を構え、やや低い丘陵傾斜面のはじまる縁に環濠を設けたものである。
この百両山から谷を隔てて南に上ノ平地区があり、尾根上に現在13の凹みが残されているが、1930年（昭和5年）以前に調査した斎藤秀平は、この地区に30の凹みを数えている。この丘陵の尾根の東西両側に浅く残された環濠が見られ、その南側では尾根を切ってこの両側の濠をつなぎ、一つの地区を形つくっている。この上ノ平地区に南接して、同じ丘陵の尾根上に、矢代山地区がある。この地区には現在11の凹みがみられるが、斎藤秀平は19の凹みを数えている。この地区でも、やはり尾根の平坦部から傾斜面に移る縁辺に環濠が掘られており、やはり同様な構造をもっていたものと考えられている。